# Montijo (Badajoz)
Montijo je španělská obec situovaná v provincii Badajoz (autonomní společenství Extremadura).

## Poloha
Obec je vzdálena 30 km od Méridy a 32 km od města Badajoz. Patří do okresu Tierra de Mérida - Vegas Bajas a soudního okresu Montijo.

## Historie
V roce 1834 se obec stává součástí soudního okresu Mérida. V roce 1842 čítala obec 960 usedlostí a 3860 obyvatel.

## Odkazy

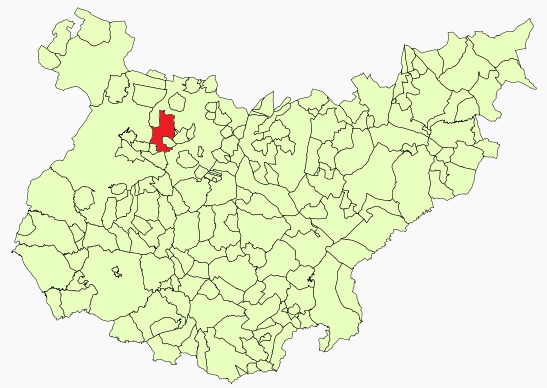
Poloha obce v provincii Badajoz

## Demografie
| Populace Montija z let (1842–2010) | Populace Montija z let (1842–2010) | Populace Montija z let (1842–2010) | Populace Montija z let (1842–2010) | Populace Montija z let (1842–2010) | Populace Montija z let (1842–2010) | Populace Montija z let (1842–2010) | Populace Montija z let (1842–2010) | Populace Montija z let (1842–2010) | Populace Montija z let (1842–2010) | Populace Montija z let (1842–2010) | Populace Montija z let (1842–2010) | Populace Montija z let (1842–2010) | Populace Montija z let (1842–2010) | Populace Montija z let (1842–2010) | Populace Montija z let (1842–2010) |
| ---------------------------------- | ---------------------------------- | ---------------------------------- | ---------------------------------- | ---------------------------------- | ---------------------------------- | ---------------------------------- | ---------------------------------- | ---------------------------------- | ---------------------------------- | ---------------------------------- | ---------------------------------- | ---------------------------------- | ---------------------------------- | ---------------------------------- | ---------------------------------- |
| 1842                               | 1857                               | 1877                               | 1887                               | 1900                               | 1910                               | 1920                               | 1930                               | 1940                               | 1950                               | 1960                               | 1970                               | 1981                               | 1991                               | 2001                               | 2010                               |
| 3 860                              | 5 866                              | 6 020                              | 6 681                              | 7 644                              | 9 507                              | 9 110                              | 9 671                              | 11 133                             | 12 100                             | 14 961                             | 12 530                             | 13 124                             | 15 054                             | 15 253                             | 16 279                             |